# Mistrzostwa Polski w kombinacji norweskiej
Mistrzostwa Polski w kombinacji norweskiej – zawody wyłaniające najlepszych zawodników uprawiających kombinację norweską w Polsce. Rozgrywane od 1920, ze zmieniającym się wielokrotnie na przestrzeni czasu programem; od 1996 również w wersji letniej.
Najwięcej tytułów mistrza kraju w zawodach zimowych zdobył Stanisław Kawulok, który triumfował w tej imprezie 9 razy. W rywalizacji drużynowej najbardziej utytułowanym klubem jest Wisła Zakopane, która triumfowała w 15 konkursach tego typu. W letnich zmaganiach najwięcej razy zwyciężali Adam Cieślar oraz Paweł Słowiok, którzy dokonali tego sześciokrotnie.

## Zimowe mistrzostwa Polski
Uwaga:

### Do 1993

#### Konkursy indywidualne
| Rok | Dzień       | Miejsce                | Złoto                     | Srebro                    | Brąz                           | Uwagi | Źródła      |
| --- | ----------- | ---------------------- | ------------------------- | ------------------------- | ------------------------------ | ----- | ----------- |
| 1920 | 22 lutego   | Zakopane               | Franciszek Bujak          | b.d.                      | b.d.                           | [ c ] | [ 1 ]       |
| 1921 | b.d.        | Zakopane               | Franciszek Bujak          | Leszek Pawłowski          | –                              | [ e ] | [ 2 ] [ 3 ] |
| 1922 | 6 marca     | Worochta               | Andrzej Krzeptowski I     | Henryk Mückenbrunn        | Aleksander Rozmus              | –     | [ 4 ]       |
| 1923 | 11 marca    | Sławsko                | Andrzej Krzeptowski I     | Henryk Mückenbrunn        | Aleksander Rozmus              | –     | [ 4 ]       |
| 1924 | 17 lutego   | Krynica                | Henryk Mückenbrunn        | Andrzej Krzeptowski I     | Franciszek Bujak               | –     | [ 5 ]       |
| 1925 | 1 lutego    | Krynica                | Henryk Mückenbrunn        | Aleksander Rozmus         | Władysław Gąsienica            | –     | [ 5 ]       |
| 1926 | 7 marca     | Zakopane               | Andrzej Krzeptowski I     | Franciszek Bujak          | Henryk Mückenbrunn             | [ f ] | [ 6 ]       |
| 1927 | 20 lutego   | Zakopane               | Bronisław Czech           | Józef Lankosz             | Andrzej Krzeptowski I          | [ g ] | [ 6 ]       |
| 1928 | 18 marca    | Zakopane               | Bronisław Czech           | Antoni Gąsienica-Szostak  | Władysław Żytkowicz            | [ h ] | [ 7 ]       |
| 1929 | 9 lutego    | Zakopane               | Bronisław Czech           | Karol Gąsienica-Szostak   | Antoni Gąsienica-Szostak       | [ i ] | [ 8 ]       |
| 1930 | 16 lutego   | Zakopane               | Karol Gąsienica-Szostak   | Bronisław Czech           | Antoni Gąsienica-Szostak       | –     | [ 8 ]       |
| 1931 | 21 lutego   | Wisła                  | Władysław Żytkowicz       | Bronisław Czech           | Michał Górski                  | [ j ] | [ 9 ]       |
| 1932 | 6 marca     | Zakopane               | Stanisław Marusarz        | Izydor Gąsienica-Łuszczek | Jan Marusarz                   | –     | [ 10 ]      |
| 1933 | 19 lutego   | Zakopane               | Izydor Gąsienica-Łuszczek | Bronisław Czech           | Andrzej Marusarz               | –     | [ 10 ]      |
| 1934 | 11 lutego   | Zakopane               | Bronisław Czech           | Andrzej Marusarz          | Izydor Gąsienica-Łuszczek      | [ k ] | [ 11 ]      |
| 1935 | 24 lutego   | Zakopane               | Stanisław Marusarz        | Michał Górski             | Izydor Gąsienica-Łuszczek      | –     | [ 12 ]      |
| 1936 | 8 marca     | Zakopane               | Stanisław Marusarz        | Bronisław Czech           | Jan Dawidek                    | –     | [ 12 ]      |
| 1937 | b.d.        | Wisła                  | Bronisław Czech           | Andrzej Marusarz          | Stanisław Marusarz             | –     | [ 13 ]      |
| 1938 | b.d.        | Zakopane               | Mieczysław Wnuk           | Stanisław Marusarz        | Andrzej Marusarz               | –     | [ 14 ]      |
| 1939 | 11 lutego   | Zakopane               | Andrzej Marusarz          | Stanisław Marusarz        | Mieczysław Wnuk                | [ n ] | [ 14 ]      |
| Ze względu na II wojnę światową w latach 1940–1945 nie rozgrywano mistrzostw Polski w kombinacji norweskiej. |             |                        |                           |                           |                                |       |             |
| 1946 | b.d.        | Zakopane               | Stanisław Marusarz        | Stefan Dziedzic           | Jan Gąsienica Ciaptak          | [ p ] | [ 15 ]      |
| 1947 | 23 lutego   | Zakopane               | Stefan Dziedzic           | Józef Daniel Krzeptowski  | Leopold Tajner                 | –     | [ 15 ]      |
| 1948 | b.d.        | Karpacz                | Józef Daniel Krzeptowski  | Tadeusz Kwapień           | Stefan Dziedzic                | –     | [ 16 ]      |
| 1949 | 8 lutego    | Szczyrk                | Józef Daniel Krzeptowski  | Antoni Wieczorek          | Leopold Tajner                 | –     | [ 17 ]      |
| 1950 | 26 stycznia | Zakopane               | Józef Daniel Krzeptowski  | Leopold Tajner            | Jan Kula                       | –     | [ 17 ]      |
| 1951 | 22 lutego   | Zakopane               | Józef Daniel Krzeptowski  | Jan Kula                  | Krzysztof Grandys              | –     | [ 18 ]      |
| 1952 | 8 marca     | Zakopane               | Jan Raszka                | Józef Daniel Krzeptowski  | Jan Kula                       | –     | [ 19 ]      |
| 1953 | 6 marca     | Zakopane               | Józef Daniel Krzeptowski  | Aleksander Kowalski       | Józef Rubiś                    | –     | [ 19 ]      |
| 1954 | 5 marca     | Wisła                  | Józef Daniel Krzeptowski  | Aleksander Kowalski       | Jan Raszka                     | –     | [ 20 ]      |
| 1955 | 2 marca     | Zakopane               | Józef Daniel Krzeptowski  | Józef Karpiel             | Aleksander Kowalski            | –     | [ 21 ]      |
| 1956 | 24 lutego   | Szklarska Poręba       | Aleksander Kowalski       | Franciszek Gąsienica Groń | Stanisław Styrczula            | –     | [ 22 ]      |
| 1957 | 6 marca     | Zakopane               | Aleksander Kowalski       | Franciszek Gąsienica Groń | Stanisław Gąsienica Mracielnik | –     | [ 23 ]      |
| 1958 | 1 lutego    | Wisła                  | Franciszek Gąsienica Groń | Józef Karpiel             | Stanisław Gąsienica Mracielnik | –     | [ 24 ]      |
| 1959 | 17 lutego   | Zakopane               | Józef Gąsienica-Bryjak    | Franciszek Gąsienica Groń | Józef Karpiel                  | –     | [ 25 ]      |
| 1960 | b.d.        | Zakopane               | Józef Karpiel             | Józef Gąsienica           | Andrzej Staszel Polankowy      | [ s ] | [ 26 ]      |
| 1961 | b.d.        | Zakopane               | Józef Karpiel             | Andrzej Staszel Polankowy | Jerzy Kuroczka                 | –     | [ 27 ]      |
| 1962 | 3 lutego    | Zakopane               | Józef Gąsienica           | Jerzy Kuroczka            | Korneliusz Legierski           | –     | [ 28 ]      |
| 1963 | 26 lutego   | Zakopane               | Józef Łupieżowiec         | Andrzej Staszel Polankowy | Józef Karpiel                  | –     | [ 29 ]      |
| 1964 | 22 lutego   | Wisła                  | Erwin Fiedor              | Korneliusz Legierski      | Franciszek Gąsienica Groń      | –     | [ 30 ]      |
| 1965 | 19 lutego   | Zakopane               | Józef Gąsienica Daniel    | Jerzy Kuroczka            | Korneliusz Legierski           | –     | [ 31 ]      |
| 1966 | 15 marca    | Zakopane               | Józef Gąsienica Daniel    | Erwin Fiedor              | Józef Gąsienica                | –     | [ 32 ]      |
| 1967 | b.d.        | Zakopane               | Józef Gąsienica Daniel    | Erwin Fiedor              | Zbigniew Hola                  | –     | [ 33 ]      |
| 1968 | 24 lutego   | Wisła/Szczyrk          | Józef Gąsienica Daniel    | Józef Gąsienica           | Zbigniew Hola                  | –     | [ 34 ]      |
| 1969 | b.d.        | Zakopane               | Józef Gąsienica Daniel    | Józef Gąsienica           | Jan Kawulok                    | –     | [ 35 ]      |
| 1970 | b.d.        | Zakopane/Wisła         | Zbigniew Hola             | Józef Gąsienica           | Kazimierz Długopolski          | –     | [ 36 ]      |
| 1971 | b.d.        | Zakopane/Wisła         | Józef Gąsienica           | Stefan Hula               | Jan Kawulok                    | –     | [ 37 ]      |
| 1972 | 22 lutego   | Zakopane               | Józef Zubek               | Kazimierz Długopolski     | Stefan Hula                    | –     | [ 38 ]      |
| 1973 | 3 lutego    | Wisła                  | Stefan Hula               | Kazimierz Długopolski     | Jan Legierski                  | –     | [ 39 ]      |
| 1974 | b.d.        | Zakopane               | Stanisław Kawulok         | Jan Legierski             | Stefan Hula                    | –     | [ 40 ]      |
| 1975 | 7 lutego    | Zakopane               | Stanisław Kawulok         | Jan Legierski             | Stefan Hula                    | –     | [ 41 ]      |
| 1976 | b.d.        | Zakopane               | Stanisław Kawulok         | Kazimierz Długopolski     | Jan Legierski                  | –     | [ 42 ]      |
| 1977 | 6 lutego    | Wisła/Szczyrk          | Kazimierz Długopolski     | Stanisław Kawulok         | Józef Pawlusiak                | –     | [ 43 ]      |
| 1978 | 2 marca     | Zakopane               | Stanisław Kawulok         | Kazimierz Długopolski     | Jan Legierski                  | –     | [ 44 ]      |
| 1979 | 25 stycznia | Zakopane               | Stanisław Kawulok         | Kazimierz Długopolski     | Jan Legierski                  | –     | [ 45 ]      |
| 1980 | 26 marca    | Szklarska Poręba       | Jan Legierski             | Józef Pawlusiak           | Kazimierz Długopolski          | –     | [ 46 ]      |
| 1981 | 7 lutego    | Zakopane               | Stanisław Kawulok         | Kazimierz Długopolski     | Józef Pawlusiak                | –     | [ 47 ]      |
| 1982 | 9 marca     | Zakopane               | Stanisław Kawulok         | Janusz Guńka              | Józef Pawlusiak                | –     | [ 48 ]      |
| 1983 | 4 lutego    | Wisła                  | Stanisław Kawulok         | Karol Kołtaś              | Kazimierz Długopolski          | –     | [ 49 ]      |
| 1984 | 19 lutego   | Zakopane               | Stanisław Kawulok         | Józef Pawlusiak           | Andrzej Marek                  | –     | [ 50 ]      |
| 1985 | 1 lutego    | Wisła                  | Tadeusz Bafia             | Janusz Guńka              | Stanisław Kawulok              | –     | [ 51 ]      |
| 1986 | 7 lutego    | Zakopane/Szczyrk       | Roman Sosna               | Janusz Guńka              | Stanisław Rzadkosz             | –     | [ 52 ]      |
| 1987 | 29 stycznia | Wisła/Szczyrk/Zakopane | Tadeusz Bafia             | Stanisław Ustupski        | Janusz Guńka                   | –     | [ 53 ]      |
| 1988 | 6 marca     | Zakopane               | Stanisław Ustupski        | Tadeusz Bafia             | Janusz Guńka                   | –     | [ 54 ]      |
| 1989 | 4 lutego    | Szczyrk/Wisła          | Stanisław Ustupski        | Roman Groński             | Adam Kudzia                    | –     | [ 55 ]      |
| 1990 | 7 marca     | Zakopane               | Stanisław Ustupski        | Stefan Habas              | Kazimierz Nędza                | –     | [ 56 ]      |
| 1991 | 19 lutego   | Szczyrk/Wisła          | Stanisław Ustupski        | Adam Kudzia               | Roman Groński                  | –     | [ 57 ]      |
| 1992 | 28 stycznia | Zakopane               | Stanisław Ustupski        | Stefan Habas              | Roman Groński                  | –     | [ 58 ]      |
| 1993 | 11 marca    | Szczyrk                | Stanisław Ustupski        | Stefan Habas              | Adam Kudzia                    | –     | [ 59 ]      |

#### Konkursy drużynowe
| Rok  | Dzień       | Miejsce                | Złoto                                                                        | Srebro                                                                         | Brąz                                                                           | Uwagi | Źródła |
| ---- | ----------- | ---------------------- | ---------------------------------------------------------------------------- | ------------------------------------------------------------------------------ | ------------------------------------------------------------------------------ | ----- | ------ |
| 1982 | 10 marca    | Zakopane               | Wisła-Gwardia Zakopane I Tadeusz Bafia Andrzej Marek Janusz Guńka            | WKS Zakopane Władysław Gut Stanisław Rzadkosz Andrzej Zapotoczny               | Olimpia Goleszów Jan Legierski Tadeusz Duława Stanisław Skurzok                | [ v ] | [ 48 ] |
| 1983 | 16 marca    | Zakopane               | Olimpia Goleszów Jan Ligocki Jan Legierski Stanisław Kawulok                 | Wisła-Gwardia Zakopane I Karol Kołtaś Kazimierz Frączysty Janusz Guńka         | Wisła-Gwardia Zakopane II Andrzej Chrustek Stanisław Ustupski Andrzej Marek    | –     | [ 49 ] |
| 1984 | b.d.        | Zakopane               | Wisła-Gwardia Zakopane I Karol Kołtaś Kazimierz Frączysty Andrzej Marek      | Olimpia Goleszów Henryk Tajner Walerian Zawada Tadeusz Duława                  | Wisła-Gwardia Zakopane II Andrzej Zajdel Józef Jarząbek Stanisław Ustupski     | –     | [ 50 ] |
| 1985 | 4 lutego    | Wisła                  | Wisła-Gwardia Zakopane I Karol Kołtaś Janusz Guńka Tadeusz Bafia             | Wisła-Gwardia Zakopane II Kazimierz Frączysty Stanisław Ustupski Ryszard Guńka | Olimpia Goleszów Walerian Zawada Jan Ligocki Stanisław Kawulok                 | –     | [ 51 ] |
| 1986 | b.d.        | Zakopane/Szczyrk       | Wisła-Gwardia Zakopane I Kazimierz Frączysty Karol Kołtaś Stanisław Rzadkosz | Wisła-Gwardia Zakopane II Stanisław Ustupski Edward Tylka Roman Groński        | LKS Klimczok Bystra Roman Sosna Sławomir Górny Sławomir Bednarczyk             | –     | [ 52 ] |
| 1987 | 29 stycznia | Wisła/Szczyrk/Zakopane | Wisła-Gwardia Zakopane I Stanisław Ustupski Janusz Guńka Tadeusz Bafia       | Wisła-Gwardia Zakopane II Roman Groński Józef Jarząbek Kazimierz Frączysty     | LKS Klimczok Bystra Roman Sosna Adam Kudzia Sławomir Bednarczyk                | –     | [ 53 ] |
| 1988 | 9 marca     | Zakopane               | Wisła-Gwardia Zakopane I Janusz Guńka Tadeusz Bafia Stanisław Ustupski       | Wisła-Gwardia Zakopane II Józef Jarząbek Roman Groński Edward Tylka            | Wisła-Gwardia Zakopane III Krzysztof Ustupski Wojciech Wójciak Kazimierz Nędza | –     | [ 54 ] |
| 1989 | 7 lutego    | Szczyrk/Wisła          | Wisła-Gwardia Zakopane I Wojciech Wójciak Kazimierz Nędza Stanisław Ustupski | Wisła-Gwardia Zakopane II Franciszek Pawlak Józef Jarząbek Roman Groński       | Start Zakopane Stanisław Długopolski Andrzej Ogórek Janusz Nowak               | –     | [ 55 ] |
| 1990 | 7 marca     | Zakopane               | Wisła-Gwardia Zakopane Józef Jarząbek Kazimierz Nędza Roman Groński          | Start Zakopane Stanisław Długopolski Andrzej Ogórek Janusz Nowak               | LKS Poroniec Poronin Andrzej Buńda Stanisław Buńda Stefan Habas                | –     | [ 56 ] |
| 1991 | 20 lutego   | Szczyrk/Wisła          | Wisła Zakopane I Stanisław Ustupski Roman Groński                            | WKS Zakopane Janusz Nowak Adam Kudzia                                          | BBTS Bielsko-Biała II Jarosław Kargul Robert Loranc                            | –     | [ 57 ] |
| 1992 | 29 stycznia | Zakopane               | Wisła Zakopane I Stanisław Ustupski Roman Groński                            | LKS Klimczok Bystra Adam Kudzia Krzysztof Hernas                               | WKS Zakopane Stefan Habas Jarosław Kargul                                      | –     | [ 58 ] |
| 1993 | 13 marca    | Szczyrk                | Wisła Zakopane Kazimierz Bafia Józef Joniak Stanisław Ustupski               | LKS Klimczok Bystra Łukasz Kruczek Krzysztof Hernas Adam Kudzia                | WKS Zakopane Jacek Zuber Maciej Rapacz Stefan Habas                            | [ w ] | [ 59 ] |
| 1993 | 15 marca    | Szczyrk                | LKS Klimczok Bystra Łukasz Kruczek Adam Kudzia                               | BBTS Bielsko-Biała I Grzegorz Jurasz Jarosław Kargul                           | BBTS Bielsko-Biała II Jacek Pawlak Mirosław Grzybowski                         | [ x ] | [ 59 ] |

### Po 1993

#### Konkursy indywidualne
| Rok  | Dzień                                 | Miejsce                               | K/HS                                  | Dystans                               | Złoto                                 | Srebro                                | Brąz                                  | Uwagi                                 | Źródła          |
| ---- | ------------------------------------- | ------------------------------------- | ------------------------------------- | ------------------------------------- | ------------------------------------- | ------------------------------------- | ------------------------------------- | ------------------------------------- | --------------- |
| 1994 | 6 lutego                              | Zakopane                              | K-85                                  | 10 km                                 | Stanisław Ustupski                    | Stefan Habas                          | Łukasz Kruczek                        | –                                     | [ 60 ]          |
| 1995 | 18 lutego                             | Szczyrk                               | K-85                                  | 15 km                                 | Stefan Habas                          | Władysław Styrczula                   | Kazimierz Bafia                       | –                                     | [ 61 ]          |
| 1996 | 21 marca                              | Zakopane                              | K-85                                  | 15 km                                 | Stefan Habas                          | Władysław Styrczula                   | Kazimierz Bafia                       | –                                     | [ 62 ]          |
| 1997 | 27 marca                              | Zakopane                              | K-85                                  | 15 km                                 | Kazimierz Bafia                       | Stefan Habas                          | Krzysztof Staszel                     | –                                     | [ 63 ]          |
| 1998 | 26 marca                              | Zakopane                              | K-85                                  | 15 km                                 | Kazimierz Bafia                       | Maciej Mroczkowski                    | Rafał Kuchta                          | –                                     | [ 64 ]          |
| 1998 | 29 marca                              | Zakopane                              | K-116                                 | 7,5 km                                | Stefan Habas                          | Kazimierz Bafia                       | Daniel Bachleda                       | [ z ]                                 | [ 64 ]          |
| 1999 | 12 lutego                             | Wisła                                 | K-116                                 | 7,5 km                                | Kazimierz Bafia                       | Stefan Habas Tadeusz Żółtek           | –                                     | [ ab ]                                | [ 65 ]          |
| 1999 | 13 lutego                             | Szczyrk                               | K-85                                  | 15 km                                 | Kazimierz Bafia                       | Rafał Kuchta                          | Tadeusz Żółtek                        | –                                     | [ 65 ]          |
| 2000 | 24 marca                              | Zakopane                              | K-85                                  | 15 km                                 | Kazimierz Bafia                       | Daniel Bachleda                       | Tomisław Tajner                       | [ ac ]                                | [ 66 ]          |
| 2000 | 26 marca                              | Zakopane                              | K-116                                 | 7,5 km                                | Daniel Bachleda                       | Kazimierz Bafia                       | Tomisław Tajner                       | [ ad ]                                | [ 66 ]          |
| 2001 | 26 lutego                             | Szczyrk                               | K-85                                  | 15 km                                 | Kazimierz Bafia                       | Daniel Bachleda                       | Rafał Kuchta                          | –                                     | [ 67 ]          |
| 2001 | –                                     | Szczyrk                               | K-85                                  | 7,5 km                                | Nie rozegrano                         | Nie rozegrano                         | Nie rozegrano                         | Nie rozegrano                         | [ 67 ]          |
| 2002 | 25 lutego                             | Zakopane                              | K-85                                  | 10 km                                 | Rafał Śliż                            | Rafał Kuchta                          | Daniel Bachleda                       | –                                     | [ 68 ] [ 69 ]   |
| 2002 | 27 marca                              | Zakopane                              | K-85                                  | 7,5 km                                | Daniel Bachleda                       | Rafał Śliż                            | Grzegorz Zapotoczny                   | –                                     | [ 68 ] [ 70 ]   |
| 2003 | 3 marca                               | Szczyrk                               | K-85                                  | 7,5 km                                | Rafał Śliż                            | Janusz Zygmuntowicz                   | Daniel Bachleda                       | –                                     | [ 68 ] [ 71 ]   |
| 2004 | 28 stycznia                           | Karpacz                               | K-85 HS 94                            | 7,5 km                                | Janusz Zygmuntowicz                   | Andrzej Dorula                        | Grzegorz Zapotoczny                   | –                                     | [ 68 ] [ 72 ]   |
| 2004 | 13 marca                              | Zakopane                              | K-120 HS 134                          | 10 km                                 | Janusz Zygmuntowicz                   | Andrzej Dorula                        | Józef Zygmuntowicz                    | [ ae ]                                | [ 68 ] [ 73 ]   |
| 2005 | 25 stycznia                           | Szczyrk                               | K-85 HS 93                            | 7,5 km                                | Janusz Zygmuntowicz                   | Józef Zygmuntowicz                    | Sławomir Hankus                       | –                                     | [ 68 ] [ 74 ]   |
| 2006 | 25 lutego                             | Zakopane                              | K-120 HS 134                          | 10 km                                 | Adam Gała                             | Marcin Mąka                           | Artur Broda                           | [ af ]                                | [ 68 ] [ 75 ]   |
| 2006 | 26 lutego                             | Zakopane                              | K-85 HS 94                            | 7,5 km                                | Janusz Zygmuntowicz                   | Andrzej Zarycki                       | Adam Gała                             | –                                     | [ 68 ] [ 76 ]   |
| 2007 | 16 lutego                             | Szczyrk                               | K-85 HS 93                            | 7,5 km                                | Artur Broda                           | Wojciech Cieślar                      | Marcin Mąka                           | [ ag ]                                | [ 68 ] [ 77 ]   |
| 2008 | 18 marca                              | Zakopane                              | K-120 HS 134                          | 7,5 km                                | Artur Broda                           | Wojciech Cieślar                      | Andrzej Zarycki                       | –                                     | [ 68 ] [ 78 ]   |
| 2008 | 19 marca                              | Zakopane                              | K-85 HS 94                            | 15 km                                 | Marcin Mąka                           | Wojciech Cieślar                      | Adam Gała                             | –                                     | [ 68 ] [ 79 ]   |
| 2009 | 25 marca                              | Szczyrk                               | K-95 HS 106                           | 10 km                                 | Marcin Mąka                           | Adam Cieślar                          | Artur Broda                           | –                                     | [ 68 ] [ 80 ]   |
| 2009 | 26 marca                              | Szczyrk                               | K-95 HS 106                           | 7,5 km                                | Marcin Mąka                           | Andrzej Zarycki                       | Adam Cieślar                          | –                                     | [ 68 ] [ 81 ]   |
| 2010 | 22 grudnia                            | Zakopane                              | K-85 HS 94                            | 10 km                                 | Andrzej Zarycki                       | Adam Cieślar                          | Mateusz Wantulok                      | –                                     | [ 68 ] [ 82 ]   |
| 2010 | 27 grudnia                            | Zakopane                              | K-120 HS 134                          | 10 km                                 | Adam Cieślar                          | Tomasz Pochwała                       | Mateusz Wantulok                      | –                                     | [ 68 ] [ 83 ]   |
| 2011 | 19 lutego                             | Szczyrk                               | K-95 HS 106                           | 10 km                                 | Tomasz Pochwała                       | Adam Cieślar                          | Paweł Słowiok                         | –                                     | [ 68 ] [ 84 ]   |
| 2012 | 25 marca                              | Zakopane                              | K-120 HS 134                          | 10 km                                 | Paweł Słowiok                         | Tomasz Pochwała                       | Adam Cieślar                          | –                                     | [ 68 ] [ 85 ]   |
| 2013 | 25 marca                              | Wisła                                 | K-120 HS 134                          | 10 km                                 | Tomasz Pochwała                       | Adam Cieślar                          | Andrzej Gąsienica                     | –                                     | [ 86 ] [ 87 ]   |
| 2014 | Zawody odwołane z powodu braku śniegu | Zawody odwołane z powodu braku śniegu | Zawody odwołane z powodu braku śniegu | Zawody odwołane z powodu braku śniegu | Zawody odwołane z powodu braku śniegu | Zawody odwołane z powodu braku śniegu | Zawody odwołane z powodu braku śniegu | Zawody odwołane z powodu braku śniegu | [ 88 ]          |
| 2015 | 26 marca                              | Szczyrk                               | K-95 HS 106                           | 7,5 km                                | Adam Cieślar                          | Mateusz Wantulok                      | Szczepan Kupczak                      | –                                     | [ 89 ] [ 90 ]   |
| 2016 | Zawody odwołane z powodu braku śniegu | Zawody odwołane z powodu braku śniegu | Zawody odwołane z powodu braku śniegu | Zawody odwołane z powodu braku śniegu | Zawody odwołane z powodu braku śniegu | Zawody odwołane z powodu braku śniegu | Zawody odwołane z powodu braku śniegu | Zawody odwołane z powodu braku śniegu | [ 91 ]          |
| 2017 | Zawody odwołane z powodu braku śniegu | Zawody odwołane z powodu braku śniegu | Zawody odwołane z powodu braku śniegu | Zawody odwołane z powodu braku śniegu | Zawody odwołane z powodu braku śniegu | Zawody odwołane z powodu braku śniegu | Zawody odwołane z powodu braku śniegu | Zawody odwołane z powodu braku śniegu | [ 92 ]          |
| 2018 | 25 lutego                             | Zakopane                              | K-125 HS 140                          | 10 km                                 | Paweł Twardosz                        | Piotr Kudzia                          | Andrzej Szczechowicz                  | –                                     | [ 93 ] [ 94 ]   |
| 2019 | 13 marca                              | Szczyrk                               | K-95 HS 106                           | 10 km                                 | Wojciech Marusarz                     | Andrzej Szczechowicz                  | Mateusz Jarosz                        | –                                     | [ 95 ] [ 96 ]   |
| 2020 | 14 lutego                             | Szczyrk                               | K-95 HS 104                           | 10 km                                 | Szczepan Kupczak                      | Adam Cieślar                          | Wojciech Marusarz                     | –                                     | [ 97 ] [ 98 ]   |
| 2021 | 19 marca                              | Szczyrk                               | K-95 HS 104                           | 10 km                                 | Szczepan Kupczak                      | Andrzej Szczechowicz                  | Mateusz Jarosz                        | –                                     | [ 99 ]          |
| 2022 | 14 marca                              | Szczyrk                               | K-95 HS 104                           | 10 km                                 | Szczepan Kupczak                      | Andrzej Szczechowicz                  | Maciej Gąsienica-Ciaptak              | –                                     | [ 100 ] [ 101 ] |
| 2023 | Nie rozegrano                         | Nie rozegrano                         | Nie rozegrano                         | Nie rozegrano                         | Nie rozegrano                         | Nie rozegrano                         | Nie rozegrano                         | Nie rozegrano                         | Nie rozegrano   |
| 2024 | Nie rozegrano                         | Nie rozegrano                         | Nie rozegrano                         | Nie rozegrano                         | Nie rozegrano                         | Nie rozegrano                         | Nie rozegrano                         | Nie rozegrano                         | Nie rozegrano   |
| 2025 | 11 stycznia                           | Zakopane                              | K-125 HS 140                          | 10 km                                 | Andrzej Waliczek                      | Paweł Szyndlar                        | Kacper Jarząbek                       | –                                     | [ 102 ]         |

#### Konkursy drużynowe
| Rok       | Dzień         | Miejsce       | K/HS          | Dystans       | Złoto                                                                      | Srebro                                                         | Brąz                                                                       | Uwagi         | Źródła                      |
| --------- | ------------- | ------------- | ------------- | ------------- | -------------------------------------------------------------------------- | -------------------------------------------------------------- | -------------------------------------------------------------------------- | ------------- | --------------------------- |
| 1994      | Nie rozegrano | Nie rozegrano | Nie rozegrano | Nie rozegrano | Nie rozegrano                                                              | Nie rozegrano                                                  | Nie rozegrano                                                              | Nie rozegrano | [ 60 ]                      |
| 1995      | 17 lutego     | Szczyrk       | K-85          | 2×5 km        | TS Wisła Zakopane I Władysław Styrczula Kazimierz Bafia                    | WKS Zakopane I Stefan Habas Maciej Rapacz                      | KS Wisła Mariusz Wantulok Aleksander Bojda                                 | –             | [ 61 ]                      |
| 1996      | 22 marca      | Zakopane      | K-85          | 2×5 km        | TS Wisła Zakopane I Władysław Styrczula Kazimierz Bafia                    | WKS Zakopane I Paweł Czopek Stefan Habas                       | WKS Zakopane II Andrzej Galica Rafał Kuchta                                | –             | [ 62 ]                      |
| 1997      | Nie rozegrano | Nie rozegrano | Nie rozegrano | Nie rozegrano | Nie rozegrano                                                              | Nie rozegrano                                                  | Nie rozegrano                                                              | Nie rozegrano | [ 63 ]                      |
| 1998      | 28 marca      | Zakopane      | K-85          | 3×5 km        | TS Wisła Zakopane I Władysław Styrczula Maciej Mroczkowski Kazimierz Bafia | WKS Zakopane I Daniel Bachleda Stefan Habas Rafał Kuchta       | TS Wisła Zakopane II Maciej Maciusiak Tadeusz Żółtek Krzysztof Mroczkowski | [ ah ]        | [ 64 ]                      |
| 1999–2003 | Nie rozegrano | Nie rozegrano | Nie rozegrano | Nie rozegrano | Nie rozegrano                                                              | Nie rozegrano                                                  | Nie rozegrano                                                              | Nie rozegrano | [ 65 ] [ 66 ] [ 67 ] [ 68 ] |
| 2004      | 27 stycznia   | Karpacz       | K-85          | 3×5 km        | LKS Poroniec Poronin I Wojciech Janik Stanisław Świder Grzegorz Zapotoczny | KS Wisła Ustronianka Adam Gała Wojciech Cieślar Mariusz Gomola | TS Wisła Zakopane Marcin Mąka Józef Zygmuntowicz Janusz Zygmuntowicz       | [ ai ]        | [ 68 ] [ 103 ]              |
| 2005–2011 | Nie rozegrano | Nie rozegrano | Nie rozegrano | Nie rozegrano | Nie rozegrano                                                              | Nie rozegrano                                                  | Nie rozegrano                                                              | Nie rozegrano | [ 68 ]                      |
| 2012      | 24 marca      | Zakopane      | K-120 HS 134  | 5×1,5 km      | TS Wisła Zakopane I Andrzej Gąsienica Tomasz Pochwała                      | AZS-AWF Katowice I Paweł Słowiok Adam Cieślar                  | AZS-AWF Katowice II Szczepan Kupczak Mateusz Wantulok                      | –             | [ 68 ] [ 104 ]              |
| 2013–2025 | Nie rozegrano | Nie rozegrano | Nie rozegrano | Nie rozegrano | Nie rozegrano                                                              | Nie rozegrano                                                  | Nie rozegrano                                                              | Nie rozegrano | Nie rozegrano               |

## Letnie mistrzostwa Polski

### Konkursy indywidualne
| Rok  | Dzień            | Miejsce  | K/HS         | Dystans     | Złoto                | Srebro               | Brąz                     | Uwagi  | Źródła          |
| ---- | ---------------- | -------- | ------------ | ----------- | -------------------- | -------------------- | ------------------------ | ------ | --------------- |
| 1996 | 12 października  | Zakopane | K-85         | 7,5 km      | Stefan Habas         | Kazimierz Bafia      | Krzysztof Mroczkowski    | [ aj ] | [ 105 ]         |
| 1997 | 11 października  | Zakopane | K-85         | 7,5 km      | Kazimierz Bafia      | Stefan Habas         | Władysław Styrczula      | –      | [ 105 ]         |
| 1998 | 10 października  | Zakopane | K-85         | 7,5 km      | Maciej Mroczkowski   | Władysław Styrczula  | Daniel Bachleda          | [ ak ] | [ 105 ]         |
| 1999 | 10 września      | Zakopane | K-85         | brak danych | Tomisław Tajner      | Kazimierz Bafia      | Rafał Kuchta             | [ al ] | [ 105 ]         |
| 2000 | 15 października  | Zakopane | K-85         | 15 km       | Kazimierz Bafia      | Daniel Bachleda      | Rafał Kuchta             | –      | [ 106 ]         |
| 2001 | 15 września      | Zakopane | K-85         | 15 km       | Daniel Bachleda      | Rafał Kuchta         | Janusz Zygmuntowicz      | –      | [ 106 ]         |
| 2002 | 29 września      | Zakopane | K-85         | 10 km       | Rafał Kuchta         | Rafał Śliż           | Janusz Zygmuntowicz      | –      | [ 68 ] [ 107 ]  |
| 2003 | 20 września      | Zakopane | K-85         | 10 km       | Janusz Zygmuntowicz  | Józef Zygmuntowicz   | Andrzej Dorula           | [ am ] | [ 68 ] [ 108 ]  |
| 2004 | 9 października   | Zakopane | K-120 HS 134 | 6,65 km     | Józef Zygmuntowicz   | Janusz Zygmuntowicz  | Grzegorz Zapotoczny      | –      | [ 68 ] [ 109 ]  |
| 2005 | 16 października  | Zakopane | K-85 HS 94   | 15 km       | Janusz Zygmuntowicz  | Józef Zygmuntowicz   | Wojciech Cieślar         | –      | [ 68 ] [ 110 ]  |
| 2006 | 15 października  | Zakopane | K-85 HS 94   | 15 km       | Wojciech Cieślar     | Andrzej Zarycki      | Adam Gała                | [ ao ] | [ 68 ] [ 111 ]  |
| 2007 | 14 października  | Zakopane | K-85 HS 94   | 7,5 km      | Marcin Mąka          | Wojciech Cieślar     | Andrzej Zarycki          | [ ap ] | [ 68 ] [ 112 ]  |
| 2008 | 26 września      | Wisła    | K-120 HS 134 | 6 km        | Adam Cieślar         | Marcin Mąka          | Artur Broda              | –      | [ 68 ] [ 113 ]  |
| 2009 | 10 października  | Zakopane | K-85 HS 94   | 10 km       | Tomasz Pochwała      | Marcin Mąka          | Adam Cieślar             | –      | [ 68 ] [ 114 ]  |
| 2010 | 24 lipca         | Szczyrk  | K-95 HS 106  | 6 km        | Paweł Słowiok        | Andrzej Gąsienica    | Tomasz Pochwała          | –      | [ 68 ] [ 115 ]  |
| 2011 | 17 września      | Zakopane | K-120 HS 134 | 6,5 km      | Paweł Słowiok        | Adam Cieślar         | Tomasz Pochwała          | [ aq ] | [ 68 ] [ 116 ]  |
| 2012 | 1 września       | Wisła    | K-120 HS 134 | 10 km       | Tomasz Pochwała      | Paweł Słowiok        | Mateusz Wantulok         | –      | [ 68 ] [ 117 ]  |
| 2013 | 1 września       | Szczyrk  | K-95 HS 106  | 10 km       | Mateusz Wantulok     | Wojciech Marusarz    | Jan Łowisz               | [ ar ] | [ 118 ] [ 119 ] |
| 2013 | 7 września       | Zakopane | K-120 HS 134 | 10 km       | Paweł Słowiok        | Szczepan Kupczak     | Mateusz Wantulok         | –      | [ 120 ] [ 121 ] |
| 2014 | 19 lipca         | Wisła    | K-120 HS 134 | 10 km       | Paweł Słowiok        | Mateusz Wantulok     | Szczepan Kupczak         | –      | [ 122 ] [ 123 ] |
| 2014 | 11 października  | Szczyrk  | K-95 HS 106  | 10 km       | Adam Cieślar         | Paweł Słowiok        | Mateusz Wantulok         | –      | [ 124 ] [ 125 ] |
| 2015 | 19 lipca         | Wisła    | K-120 HS 134 | 10 km       | Adam Cieślar         | Kacper Kupczak       | Szczepan Kupczak         | –      | [ 126 ] [ 127 ] |
| 2015 | 9 października   | Szczyrk  | K-95 HS 106  | 10 km       | Adam Cieślar         | Paweł Słowiok        | Szczepan Kupczak         | –      | [ 128 ] [ 129 ] |
| 2016 | 7 października   | Szczyrk  | K-95 HS 106  | 10 km       | Adam Cieślar         | Paweł Słowiok        | Paweł Twardosz           | –      | [ 130 ] [ 131 ] |
| 2016 | 8 października   | Wisła    | K-120 HS 134 | 10 km       | Paweł Słowiok        | Adam Cieślar         | Wojciech Marusarz        | –      | [ 132 ] [ 133 ] |
| 2017 | 8 października   | Szczyrk  | K-95 HS 106  | 10 km       | Paweł Słowiok        | Adam Cieślar         | Szczepan Kupczak         | –      | [ 134 ] [ 135 ] |
| 2018 | 20 października  | Zakopane | K-125 HS 140 | 10 km       | Szczepan Kupczak     | Adam Cieślar         | Wojciech Marusarz        | –      | [ 136 ] [ 137 ] |
| 2019 | 13 października  | Szczyrk  | K-95 HS 104  | 10 km       | Adam Cieślar         | Szczepan Kupczak     | Paweł Twardosz           | –      | [ 138 ] [ 139 ] |
| 2020 | 17 października  | Szczyrk  | K-95 HS 104  | 10 km       | Szczepan Kupczak     | Piotr Kudzia         | Kacper Konior            | –      | [ 140 ] [ 141 ] |
| 2021 | 1 października   | Zakopane | K-95 HS 105  | 10 km       | Szczepan Kupczak     | Andrzej Szczechowicz | Maciej Gąsienica-Ciaptak | –      | [ 142 ] [ 143 ] |
| 2022 | 19 października  | Zakopane | K-95 HS 105  | 10 km       | Andrzej Szczechowicz | Szczepan Kupczak     | Paweł Szyndlar           | –      | [ 144 ] [ 145 ] |
| 2023 | 7-8 października | Zakopane | K-95 HS 105  | 10 km       | Kacper Jarząbek      | Miłosz Krzempek      | Paweł Szyndlar           | –      | [ 146 ]         |
| 2024 | 19 października  | Zakopane | K-95 HS 105  | 10 km       | Andrzej Waliczek     | Miłosz Krzempek      | Kacper Jarząbek          | –      | [ 147 ]         |